# Вулиця Піщана (Запоріжжя)
Піщáна вýлиця — вулиця у правобережній частині Дніпровського району міста Запоріжжя. Починається від вулиці Михайла Коцюбинського та закінчується на перетині Дніпровського шосе та вулиці Доватора. Протяжність вулиці становить — 1,2 км. 
До вулиці Піщаної прилучаються:
- вулиця Міклея
- Пам'ятний провулок
- вулиця Остапа Вишні
- вулиця Юліуса Фучика
- вулиця Булавіна
- вулиця Сергія Синенка.

## Історія
Вулиця утворена на початку 1930-х років XX століття.
Неподалік від вулиці Піщаної, в районі вулиці Сергія Синенка, знаходиться невеликий житловий масив «Бомбей», поруч з балкою. Офіційно невідома версія звідки пішла назва житлового масиву. Проте декілька версій до речі існує. За спогадами місцевих мешканців, інженери, які брали участь у будівництві металургійних комбінатів та гідростанцій в Індії, у цій місцевості надали квартири для проживання. У результаті ті й вирішили жартома прозвати свій райончик Бомбеєм, як місто на заході Індії. Також є версія, що Бомбей на правому березі з'явився через те, що будинки там стоять на різних рівнях, через балки перепади сягають близько 50 метрів.
Однак за іншими переказами, назва житлового масиву виникла ще коли житловий масив складався з чотирьох будинків, які стояли на одному рівні. Проте дехто вважає, що житловий масив названий на честь кафе «Бомбей». Однак це не так: воно з'явилося набагато пізніше, ніж мікрорайон.

## Транспорт
У 1962 році, з введенням в експлуатацію дамби, яка сполучила стару та нову частини міста, було відкрито тролейбусний маршрут № 3 «Вокзал Запоріжжя I — Трансформаторний завод (ЗТЗ)», який у 1972 році було подовжено до вулиці Піщана. Окрім цього маршруту до вулиці Піщана курсували тролейбусні маршрути № 12 (1972—1989 рр.) та № 22 (1997—2000 рр.). Вулицею прокладена резервна (службова) лінія від кінцевої зупинки тролейбусного маршруту №  3 до Дніпровського шосе.
До кінцевої зупинки «Вулиця Піщана» курсують автобусні маршрути № 15, 46 та 93.

## Будівлі та об'єкти
- буд. № 3 — СТО «Макс», ТОВ «Інтермашсервіс», ТОВ «Теплолюкс-Запоріжжя»[7], Фірма «Інватруд ЛТД», НВО «Квартет»
- буд. № 5 — Храм Святителя Миколая Чудотворця, Церква «Емануіл»
- буд. № 8 — ТОВ «Запоріжхімбудгуртторг»

## Галерея

Храм Святителя Миколая Чудотворця
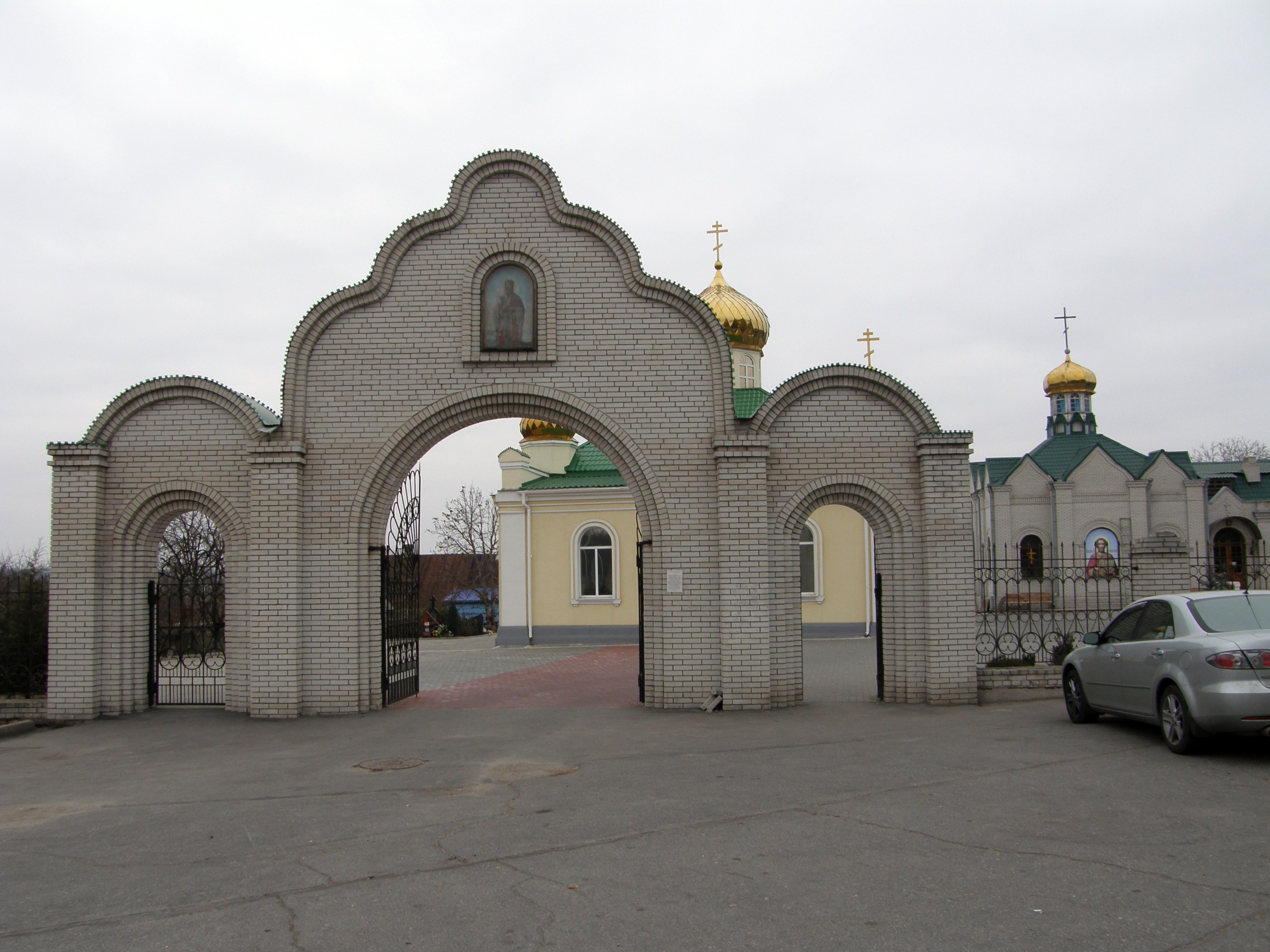
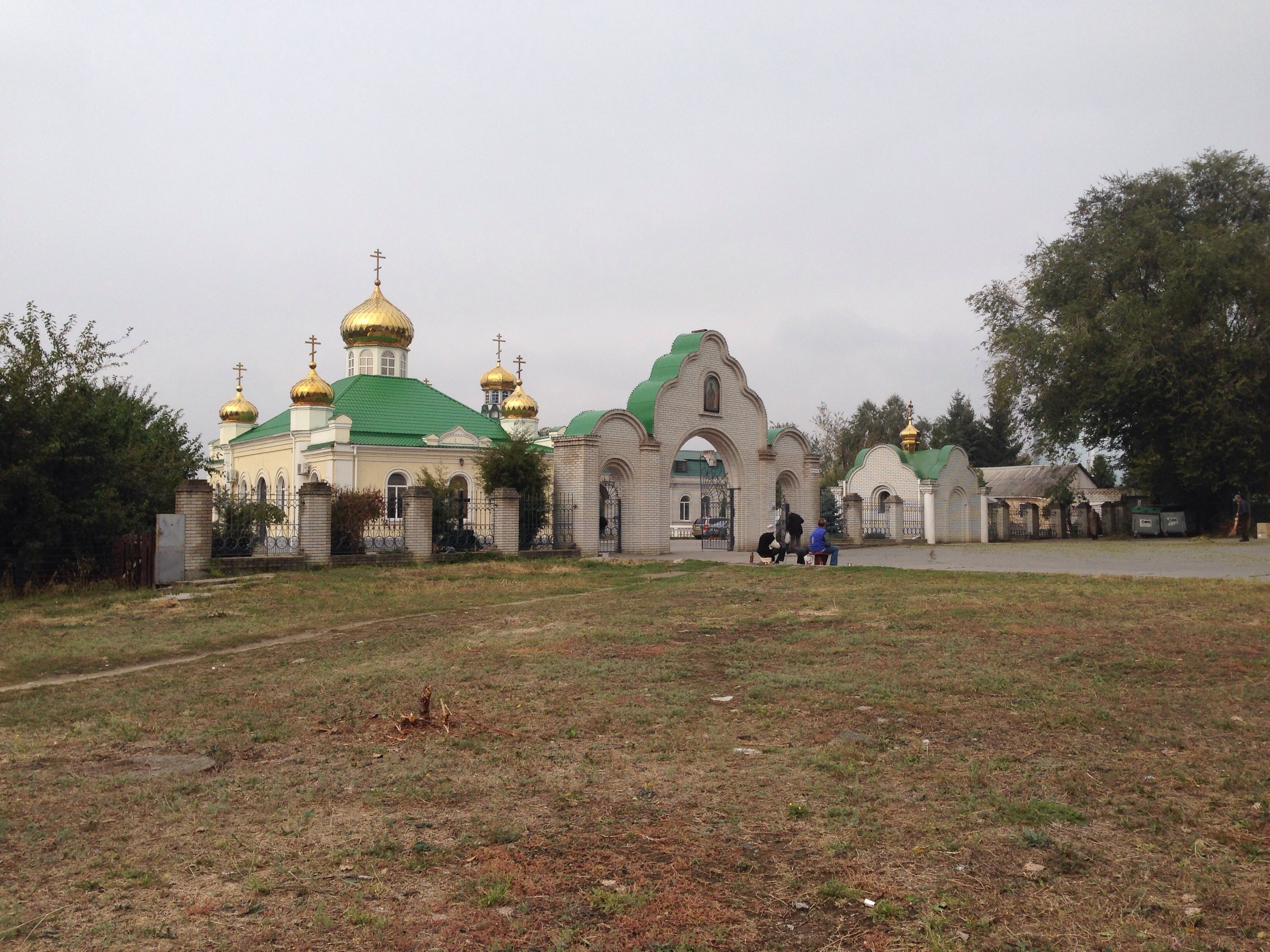
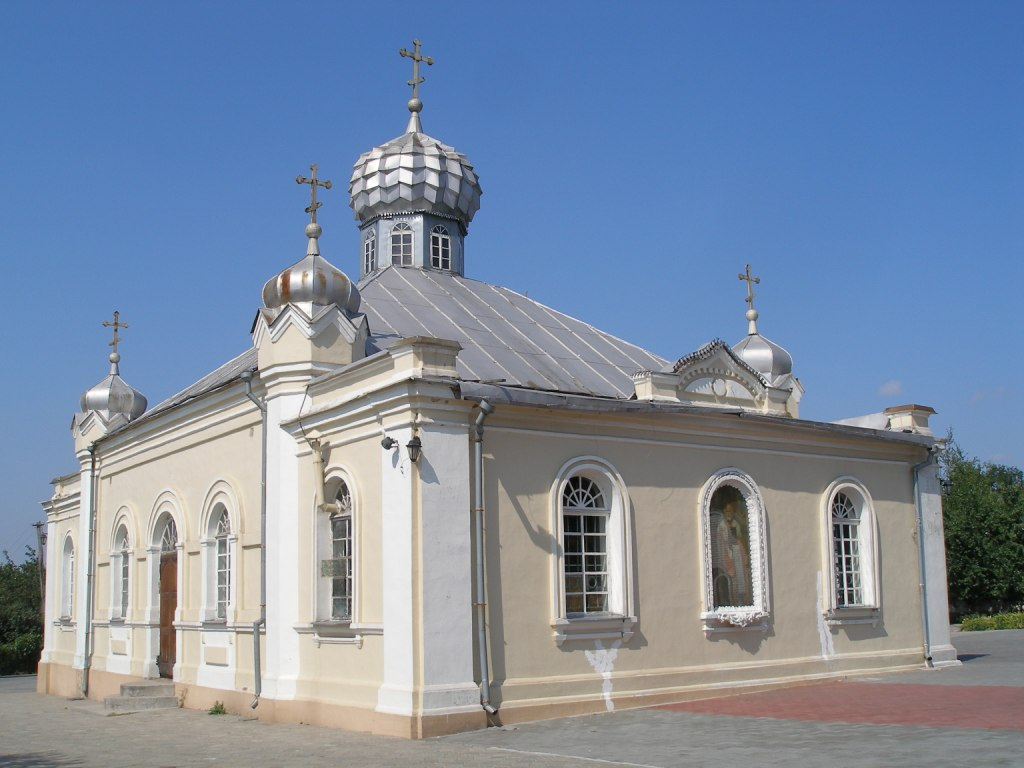
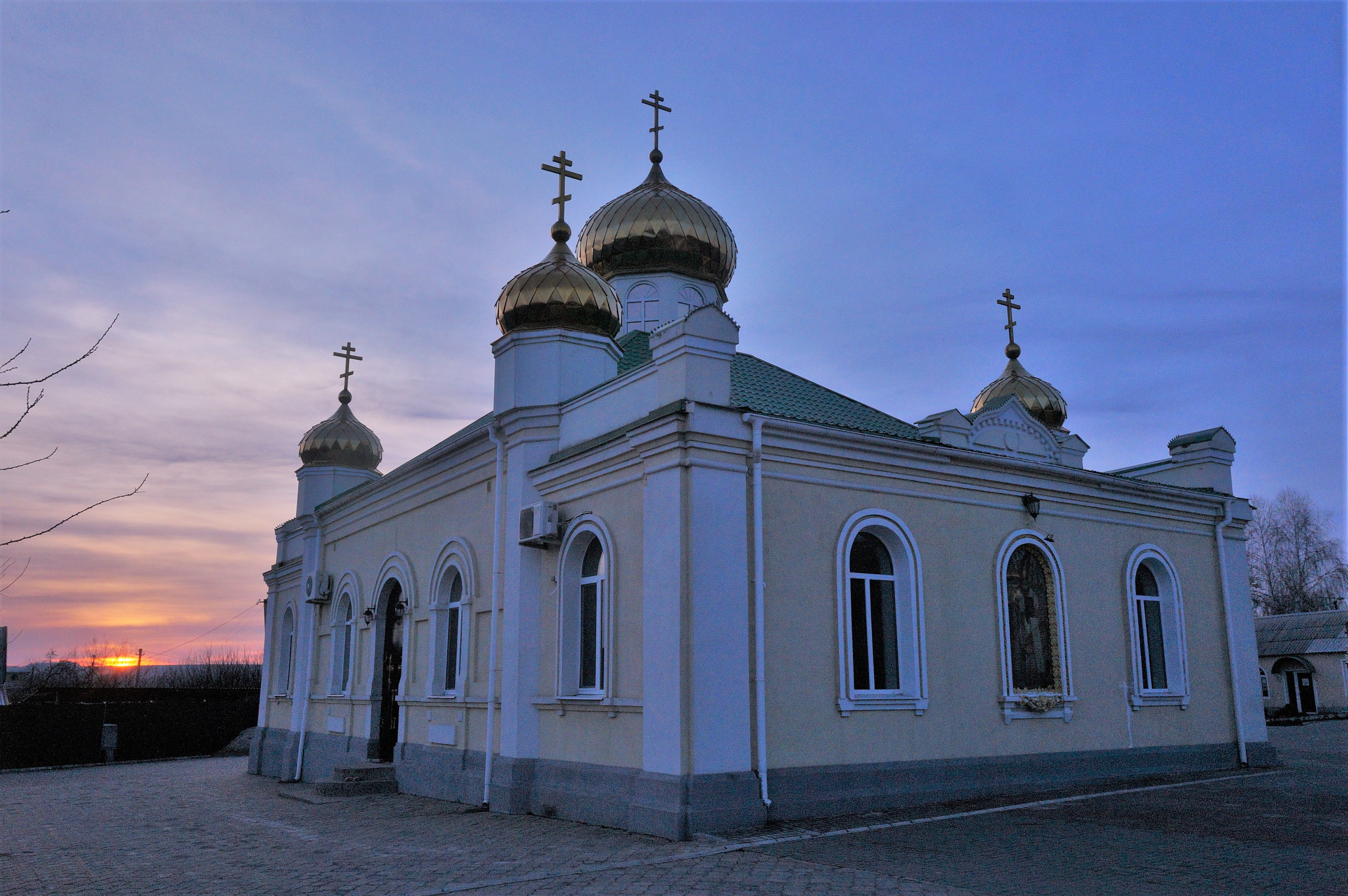
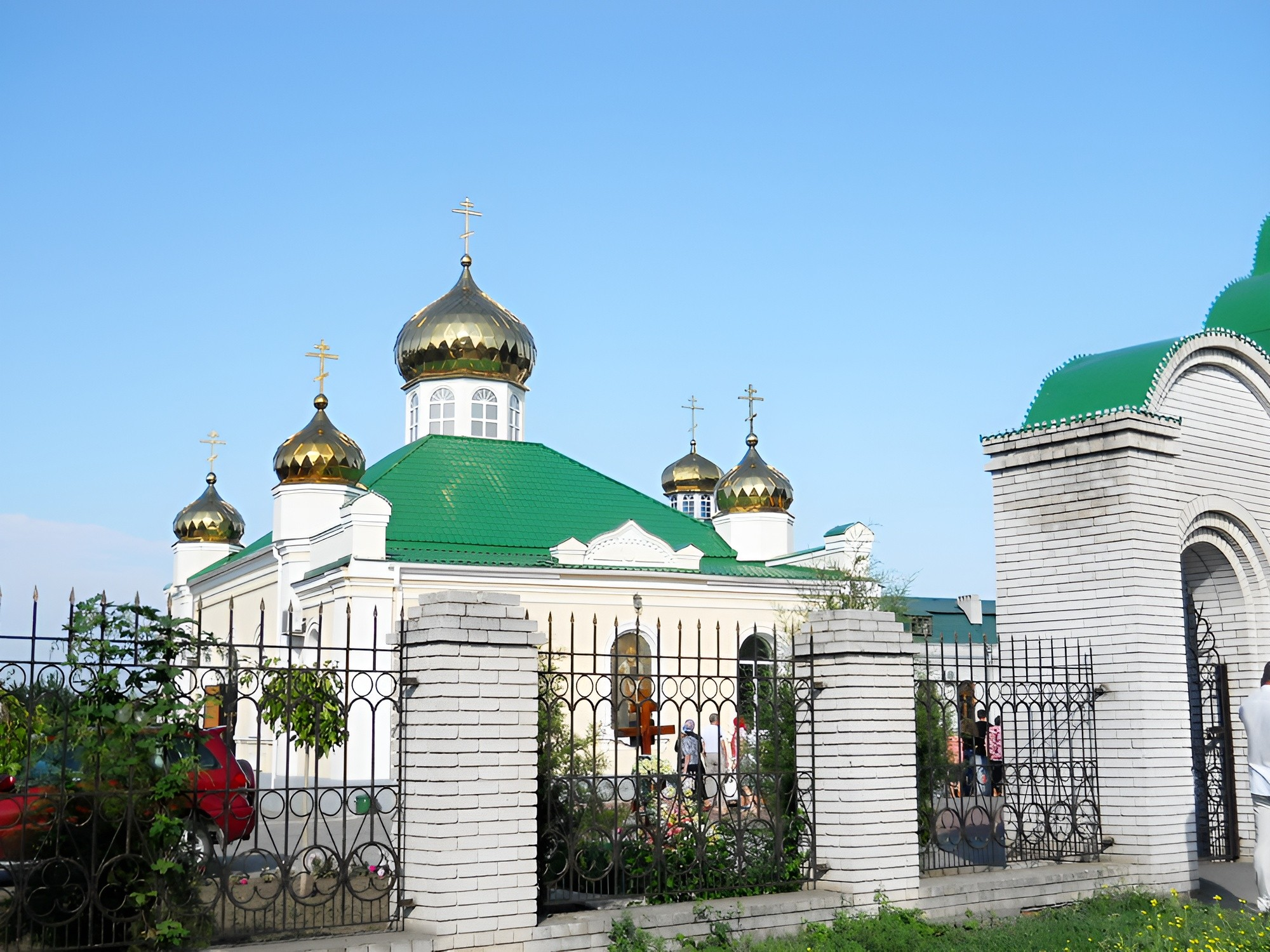